# Hexathele otira
Hexathele otira är en spindelart som beskrevs av Forster 1968. Hexathele otira ingår i släktet Hexathele och familjen Hexathelidae. Inga underarter finns listade i Catalogue of Life.